# Theatro São Pedro (Porto Alegre)
O Theatro São Pedro é um teatro brasileiro localizado na cidade de Porto Alegre, capital do estado do Rio Grande do Sul. 
Sua construção iniciou em 1833 mas as obras sofreram vários atrasos e interrupções, e o prédio em estilo neoclássico só foi inaugurado em 27 de junho de 1858. A decoração do interior, originalmente de grande riqueza, foi perdida em sucessivas reformas. 
Na década de 1970 o edifício foi interditado, quando se encontrava em avançado estado de degradação. Foi então iniciado um restauro, que só terminou em 1984, quando foi reaberto. Mais tarde foi acrescentado um grande anexo com dependências administrativas e salas para ensaios e outros usos. É o teatro mais antigo da cidade ainda existente e ao longo de toda a sua história tem sido um grande centro irradiador de cultura e arte. É um bem inventariado pela Prefeitura e tombado em nível estadual (IPHAE) e nacional (IPHAN).

## Origens
O Theatro São Pedro é o resultado de uma longa série de tentativas de organização da vida cultural da cidade através da criação de uma casa para espetáculos, à luz da filosofia da instrução aliada à recreação. Esse era um desejo manifesto desde o tempo da colônia, e em 1790 foi erguida a primeira Casa de Ópera de Porto Alegre, que no entanto não passava de um precário barracão de pau-a-pique onde o que menos se via eram óperas, servindo antes para a encenação de comédias, recitais de música de salão, "peças burguesas" e variedades semi-circenses. Em 1804 o governador Paulo Gama, considerando que "a civilização já era uma realidade entre nós", tentara, com o auxílio de um grupo de próceres locais, criar um verdadeiro teatro, mais um salão de bailes e um clube de letras. Por carência de recursos, o desejo não saiu do papel, o somente pôde ser realizada uma reforma na já desgastada Casa da Ópera, dando-lhe condições um pouco melhores, que não resistiram muito, em poucos anos novamente reduzido à condição de "infecto seminário de mosquitos", situação piorada pela sua péssima localização, junto a um terreno alagadiço e insalubre.
Esta Ópera primitiva foi extinta em 1834, e quatro anos depois a cidade passou a contar com o Teatro Dom Pedro II, construído pela Sociedade Dramática Particular, que foi um avanço significativo em relação ao seu predecessor, tanto em relação às suas instalações quanto ao seu programa, mas ainda estava longe de satisfazer as ambições dos locais por um lugar que fosse capaz de receber espetáculos sofisticados e também imponente o bastante para ser fonte de orgulho cívico.
Pouco antes, ainda em 1833, Vicente Ferrer da Silva Freire, José Inácio da Silveira, João José de Oliveira Guimarães, Antônio José de Oliveira Guimarães, Manuel José Machado, Manuel José de Lião, Israel Soares de Paiva, João Inácio Teixeira, Joaquim José Gomes da Silva, Bibiano Carneiro da Fontoura, José Antônio de Azevedo e Antônio Meneses Barbosa constituíram uma sociedade acionária e solicitaram ao presidente da província Manuel Antônio Galvão a cessão de um terreno no centro da cidade para a construção de um teatro, que se chamaria São Pedro de Alcântara. O requerimento enfatizava a utilidade pública da obra, que serviria para afastar o povo do ócio pernicioso dirigindo-o para divertimentos sadios que educariam seus costumes e aperfeiçoariam sua moral. Os rendimentos pagariam o investimento dos associados e os excedentes seriam destinados para auxílio da Santa Casa de Misericórdia, que se tornaria a proprietária do imóvel.
Em vista do grande mérito da proposta, o presidente doou um terreno com 100 x 200 palmos para a sua construção, localizado na Praça da Matriz, no centro da cidade. Um projeto foi encomendado à Corte do Rio de Janeiro e as obras foram iniciadas no ano seguinte sob a direção de João Batista Soares da Silva e Souza, mas em 1835 foram interrompidas, ainda na fase dos alicerces, em função do início da Revolução Farroupilha, que se prolongou até 1845.

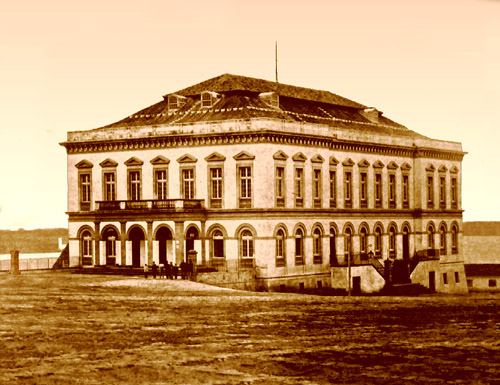
O teatro em 1875

Depois da guerra, para continuidade das obras foi constituída uma nova sociedade liderada por Antônio Joaquim da Silva Mariante, que, não obstante seu caráter privado, logo buscou subsídios oficiais, que foram concedidos pelo governo do conde de Caxias, mas pouco depois a sociedade desistiu do projeto e ofereceu os alicerces já concluídos pelo valor de cinco contos de réis. Desta forma, o novo presidente, Francisco José de Sousa Soares de Andrea chamou a si a tarefa da construção, e tentou convenceu os deputados a concederem uma subvenção, mas sem efeito. Buscando uma outra saída, constituiu ele mesmo uma nova sociedade com o apoio de alguns particulares, mas foi substituído no governo em 1849 por José Antônio Pimenta Bueno, que encampou a iniciativa de seus predecessor e fez com que os trabalhos fossem retomados em 1850, após autorizar um empréstimo de 16 contos junto aos cofres públicos, depois ampliado com mais 30 contos, reorganizar a sociedade com 45 membros acionistas e conseguir enfim um outro subsídio da Assembleia de Deputados na forma de uma loteria pública.

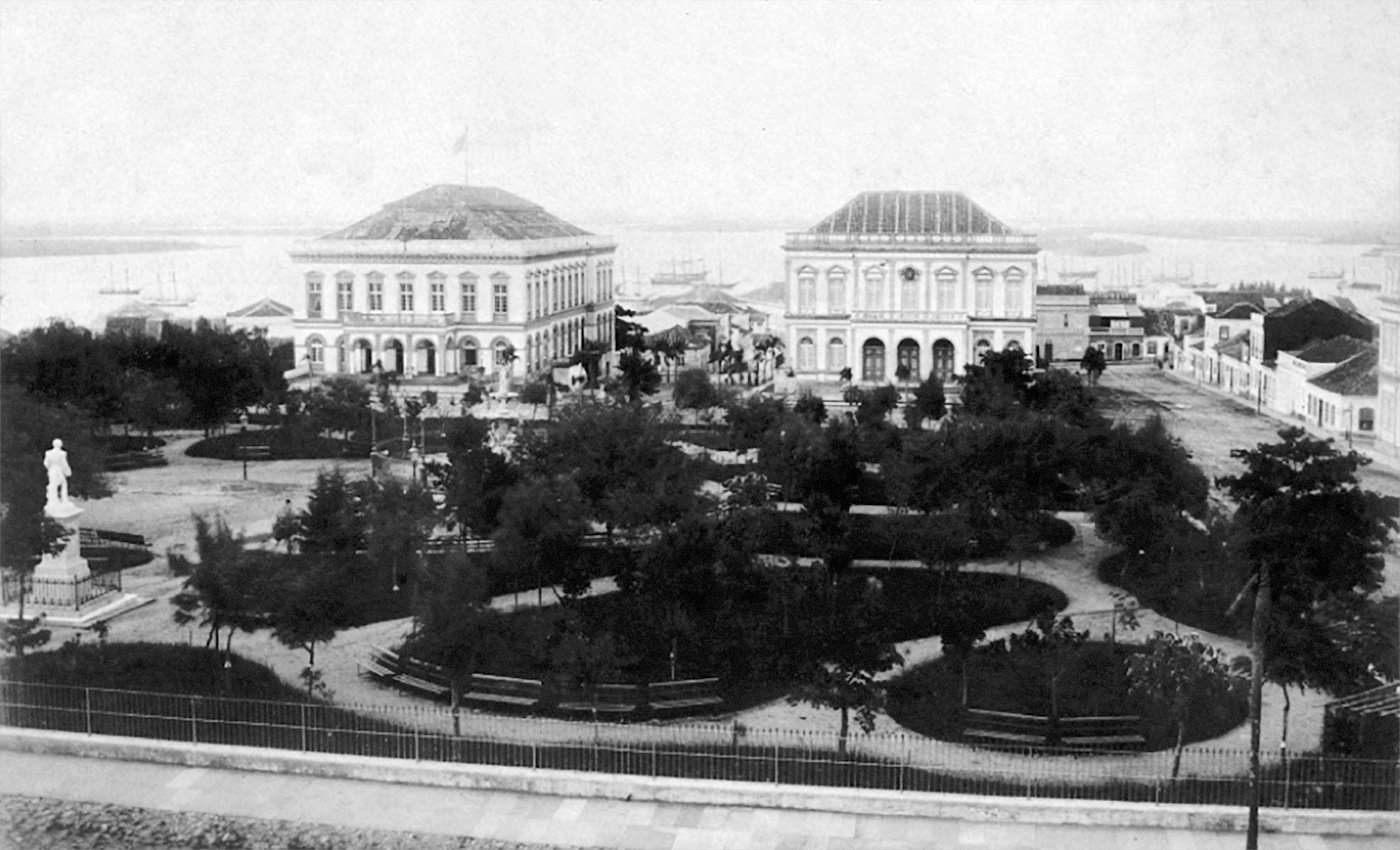
O teatro e o edifício gêmeo da Câmara no século XIX.

As origens da planta são controversas. Pode ter sido um projeto original de Phillip von Normann, o que em vista das evidências é pouco plausível, ou foi elaborado na Corte do Rio de Janeiro por um arquiteto desconhecido. Segundo Athos Damasceno, as profundas modificações que Normann foi obrigado a fazer no projeto original, que não previa uso como casa de espetáculos, levam a crer que o teatro foi uma adaptação da planta de um edifício gêmeo construído no outro lado da rua, que serviria como sede da Câmara, demolido em 1950 após um incêndio.
Normann de qualquer modo foi o responsável pela execução das obras, com exceção da decoração final, que ficou a cargo de Emil Julius Textor. O edifício em estilo neoclássico foi inaugurado em 27 de junho de 1858, com a representação do drama Recordações da Mocidade pela Companhia Ginásio Dramático Rio-Grandense, do empresário João Ferreira Bastos, incluindo abertura e interlúdios orquestrais dirigidos pelo maestro Joaquim José de Mendanha. Segundo as memórias de Augusto Porto Alegre, "a fina flor da sociedade compareceu ao ato, dando o decote das damas e as casacas dos cavalheiros o tom chique da solenidade em que tudo ressumbrava completa alegria". O espaço tinha capacidade para 700 espectadores e suntuosa decoração em veludo, ouro e cristais, numa época em que Porto Alegre tinha pouco mais de vinte mil habitantes. Em breve a sociedade mantenedora não conseguiria mais fazer frente às despesas de conservação, e o imóvel foi desapropriado pelo poder público em 2 de abril de 1861.

## Apogeu e decadência

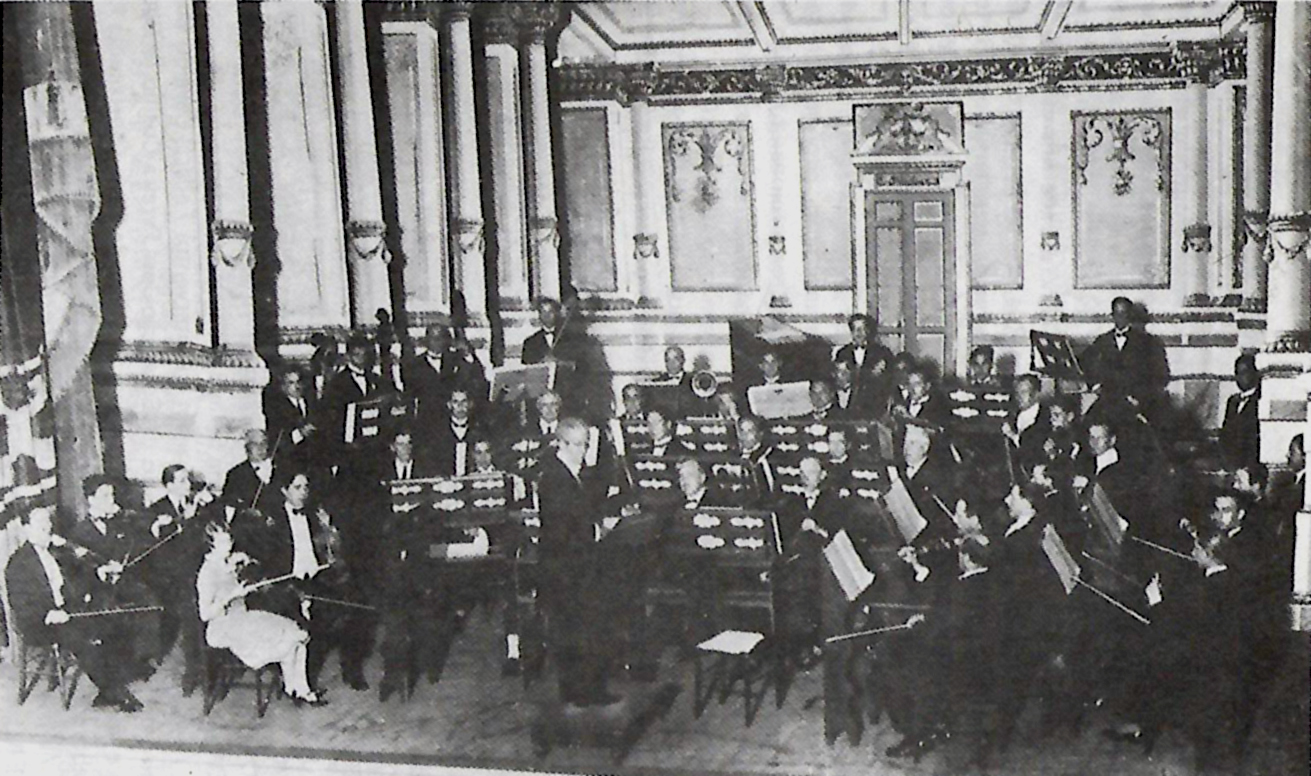
Concerto em 1928 sob a regência de Francisco Braga. Olga Fossati é a ˞spalla

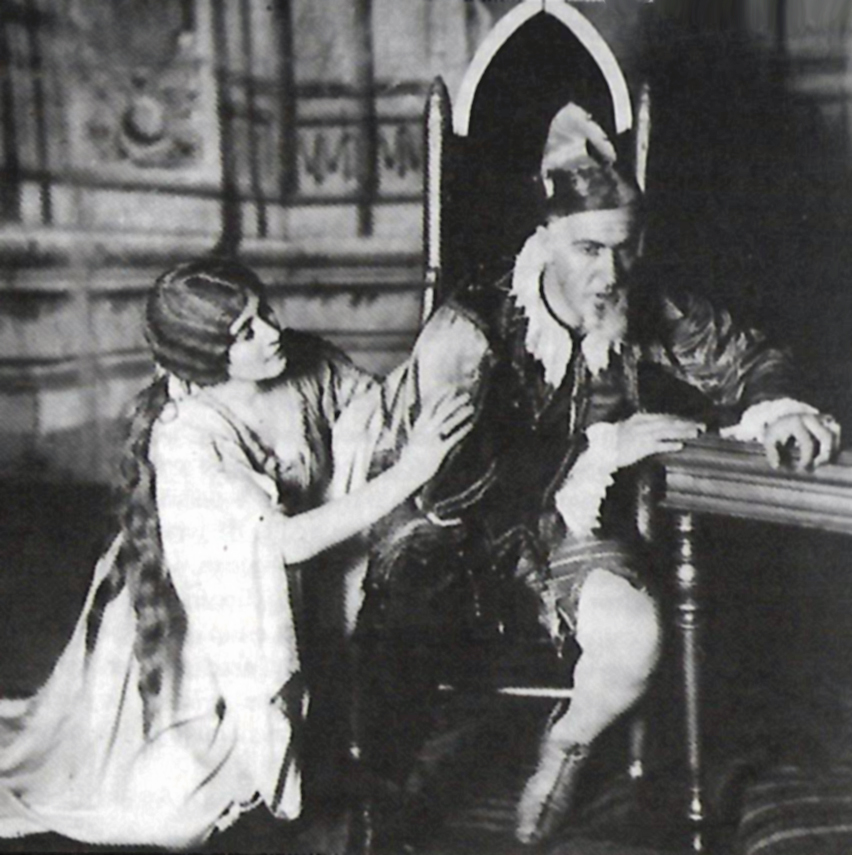
Cena da ópera Rigoletto montada em 1934 no Theatro São Pedro pela sociedade Noites Líricas e o Orfeão Rio-Grandense. Na imagem estão Elsa Tschoepcke e Emílio Baldino.

Durante mais de cem anos, o Theatro São Pedro foi palco de alguns dos mais importantes espetáculos assistidos em Porto Alegre. Óperas completas passaram a ser viáveis, sendo apresentadas quase todos os anos temporadas com variada programação, paralelamente se desenvolveu um programa de peças de teatro e recitais de câmara, e por ali passaram músicos e atores insignes como os pianistas Arthur Rubinstein, Friedrich Gulda, Magda Tagliaferro e Claudio Arrau, o maestro Heitor Villa-Lobos, as cantoras Bidu Sayão e Marian Anderson, o dramaturgo Roman Riesch, o grupo francês Les Comediens des Champs-Elisées, a Orquestra de Versalhes, os atores Walmor Chagas, Paulo Autran, Fernanda Montenegro, Paulo Gracindo e outros.
Na década de 1950 o interior foi reformado e modernizado. Nas suas dependências foi instalado o Museu de Arte do Rio Grande do Sul, que ainda não tinha sede própria. As obras eram depositadas no sótão e para servir como sala de exposições o foyer do vestíbulo foi adaptado, sendo inaugurado em 1957. O museu permaneceria no teatro até sua interdição na década de 1970, e neste período, apesar da precariedade das instalações, desempenhou um papel importante no cenário artístico do estado, apresentando muitas exposições bem sucedidas.
Entrementes, o edifício passou por novas obras na década de 1960, mas apesar da sua atividade intensa, em abril de 1973 o Theatro São Pedro foi interditado por absoluta falta de condições, estando arruinado, com infestação generalizada de cupins, infiltrações e sérios problemas na rede elétrica, sendo mesmo cogitada sua demolição. Antonio Hohlfeldt, que dirigia o museu nesta época, disse que a situação era precaríssima, "o medo de que o prédio incendiasse era a preocupação de todos os dias", e "com todo o cupim que tinha, o madeirame velho, a fiação era um risco constante, e a gente morria de medo que, durante a noite, acontecesse um curto-circuito e se queimasse tudo".

## Restauração e reinauguração

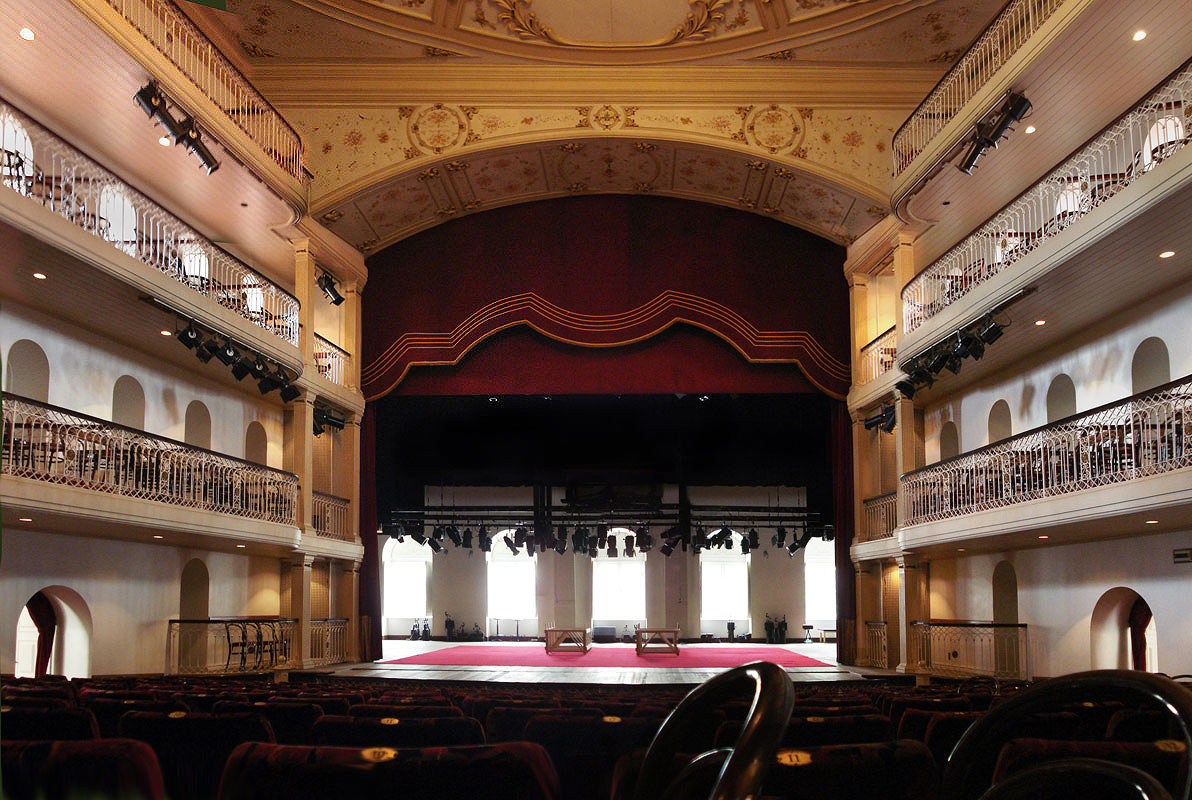
Plateia e palco

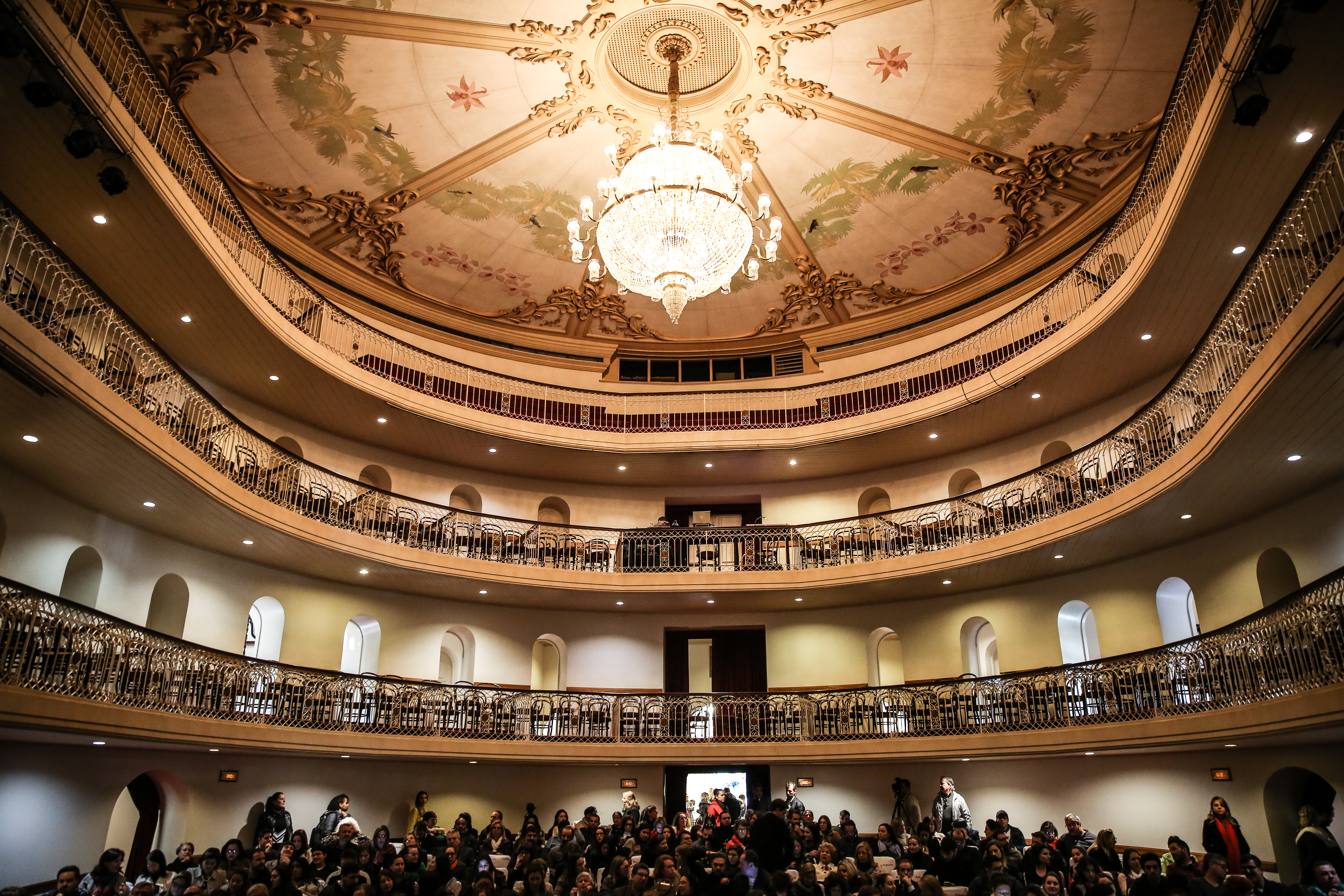
Vista dos camarotes.

As obras de restauração iniciaram em 1975 sob a direção técnica do arquiteto Carlos Mancuso. A direção administrativa coube a Eva Sopher, que na época dirigia o Instituto Proarte, com a ideia de "integração do passado com o presente". Prevista para demorar dois anos, a restauração se arrastou até 1984. A casa foi reaberta em 28 de junho com o espetáculo de teatro de bonecos O julgamento do cupim, do Grupo Cem Modos, e uma apresentação Orquestra Sinfônica de Porto Alegre regida por Eleazar de Carvalho. A primeira temporada oficial teve como destaque o musical Piaf, estrelado por Bibi Ferreira, com 41 apresentações.
Devido ao grau avançado de deterioração do prédio, a restauração foi radical, e praticamente só o esqueleto do edifício foi mantido. Alguns elementos da decoração original puderam ser preservados, como os gradis de ferro das galerias, mas a maioria dos outros foi reconstruída, como o lustre de cristal, os assentos e a pintura do forro, executada por Léo Dexheimer, Plínio Bernhardt, Danúbio Gonçalves e Carlos Mancuso. Ao mesmo tempo, foi dotado de modernos equipamentos cênicos e espaços de apoio.
Em 1977 foi incluído pela Prefeitura no Inventário dos Bens Imóveis de Valor Histórico e Cultural e de Expressiva Tradição, e em 1984 foi tombado pelo Instituto do Patrimônio Histórico e Artístico do Estado do Rio Grande do Sul.
Em sua nova fase, o teatro tem sido administrado pela Fundação Theatro São Pedro, criada em 1982 e dirigida por Eva Sopher até seu falecimento em 2018, ligada de forma autônoma à Secretaria de Estado da Cultura do Rio Grande do Sul. Em 1985 passou a contar com uma Associação de Amigos para apoio e financiamento das suas atividades, e com uma Orquestra de Câmara, um projeto idealizado pelo violinista e professor Marcello Gershfeld e os maestros Arlindo Teixeira e José Pedro Boéssio, e desenvolvido em parceria com o Departamento de Música da Universidade Federal do Rio Grande do Sul. Em 1995, a equipe dirigida por Eva Sopher partiu em busca de novos terrenos nas imediações, a fim de expandir o complexo. A partir de um concurso público, em 1998 foi selecionado o projeto dos arquitetos Marco Peres, Dalton Bernardes e Julio Ramos Collares para a construção do Multipalco, cujas obras iniciaram em 2003.

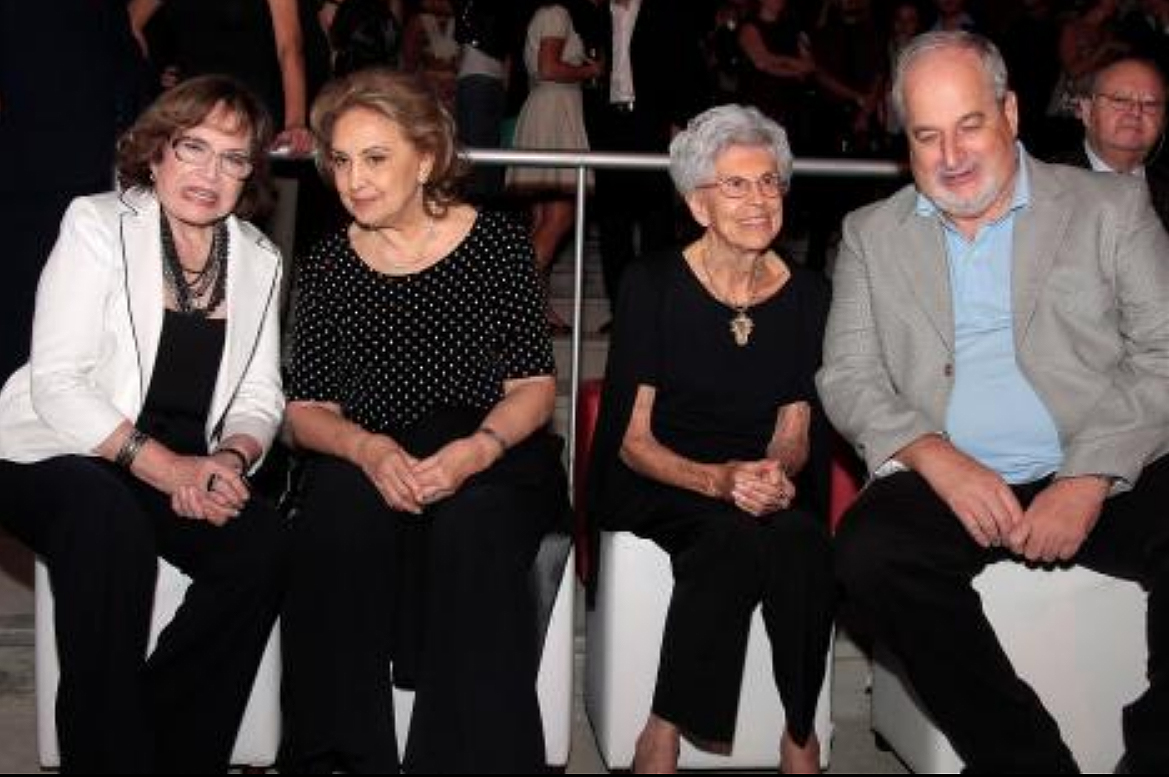
Nathalia Timberg, Eva Wilma, Eva Sopher e o secretário da Cultura Sergius Gonzaga na inauguração da Praça Multipalco em 2009

Em 2003 o teatro foi tombado em nível nacional pelo Instituto do Patrimônio Histórico e Artístico Nacional. Em 2008, quando comemorou-se seus 150 anos de existência, foi criado o Memorial Theatro São Pedro, um conjunto de quatro salas no subsolo para exibição de documentos, fotografias, recortes de jornais e objetos que, em exposições didáticas, recontam a história da instituição.
As obras do Multipalco estavam previstas para terminar em 2006, mas isso não aconteceu. Problemas na construção, envolvendo uma grande escavação no terreno, que é uma pedreira, dificuldades para captação de recursos e contratempos causados por trocas de governo provocaram grandes atrasos, e em certos períodos os trabalhos foram paralisados. O complexo foi sendo inaugurado em partes, à medida que ficavam prontas. A Praça Multipalco, com uma concha acústica para apresentações ao ar livre, foi inaugurada em 2009. Nos anos seguintes, a Sala da Música, a Sala da Dança, a Sala do Circo e o Centro Cultural de Formação, todos com vários espaços para ensaios, workshops, oficinas e aulas. Em 2023, o Teatro Oficina Olga Reverbel, e em 25 de março de 2025 foi inaugurado o Teatro João Simões Lopes Neto com a apresentação da ópera Turandot, de Puccini, concluindo a última etapa do Multipalco.

## Infraestrutura

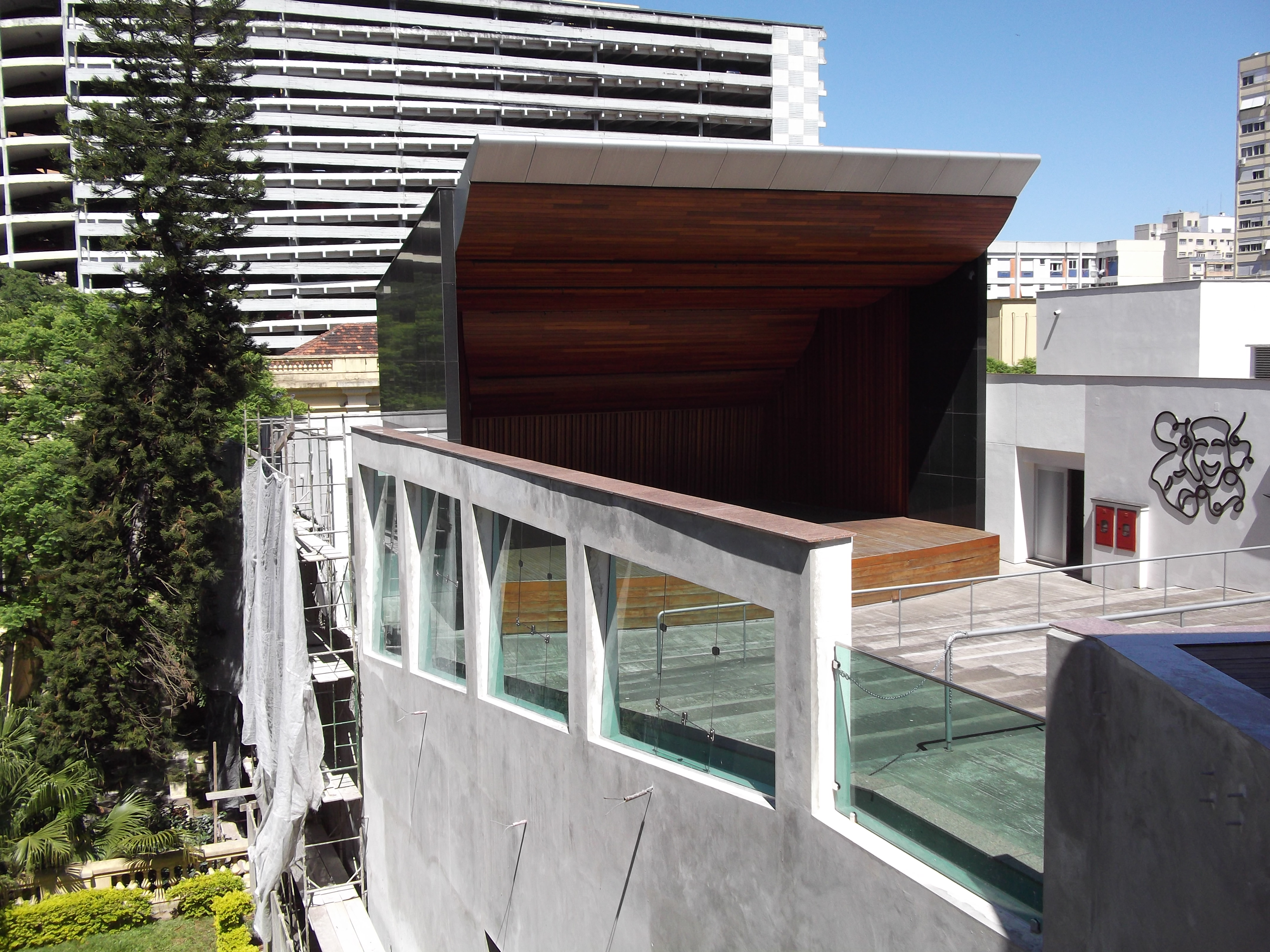
Detalhe do Multiplaco.

No prédio histórico o interior segue o modelo do teatro italiano, com plateia em ferradura, fosso de orquestra e palco, duas galerias com camarotes e uma galeria superior com arquibancada. O edifício inclui ainda um saguão de recepção, um foyer superposto, salas de apoio e, no subsolo, espaços administrativos e bilheteria. O palco tem 9,87 m de largura na boca da cena, 5,50 m altura e 13,50 m de fundo a partir do fosso, com 133 m² de área útil. O salão possui capacidade total de 650 lugares, sendo a plateia com 266 lugares, 1ª galeria com 134 lugares, 2ª com 96 lugares e 3ª com 114 lugares.
O Multipalco Eva Sopher foi construído em 10 terrenos anexos ao prédio histórico. O conjunto tem sete pavimentos, cinco deles subterrâneos, com mais de 25 mil m² no total e 18 mil m² de área construída, formando com o prédio histórico um dos maiores complexos culturais da América Latina. Conta com os seguintes espaços:
- Praça Multipalco, criada no sétimo pavimento, faz a ligação entre a Praça da Matriz, o Arquivo Público e a Assembleia Legislativa. Ali funcionam o restaurante e a Concha Acústica, espaço para espetáculos ao ar livre, com capacidade para aproximadamente 250 espectadores.[15]
- Teatro Oficina Olga Reverbel, com 120 lugares, com arquibancadas móveis.[15]
- Teatro João Simões Lopes Neto, com dimensões e conformação semelhantes ao ambiente do prédio histórico, com palco italiano tradicional, plateia, mezanino, camarotes e capacidade para 630 lugares.[15]
- Sala da Música, a sede da Orquestra Theatro São Pedro, contando com quatro salas, dois camarins, musicoteca e sala para guarda de instrumentos.[15]
- Sala da Dança.[15]
- Sala do Circo.[15]
- Centro Cultural de Formação, um conjunto de cinco salas para workshops, oficinas e aulas.[15]
- Salas multiuso e salas administrativas.[15]